# Wereldkampioenschappen zwemmen 2011 – 200 meter rugslag mannen
De 200 meter rugslag mannen op de wereldkampioenschappen zwemmen 2011 vond plaats op 28 juli, series en halve finales, en 29 juli  2011, finale. Omdat het zwembad waarin de wedstrijd gehouden werd 50 meter lang is, bestond de race uit vier baantjes. Na afloop van de series kwalificeerden de zestien snelste zwemmers zich voor de halve finales, de snelste acht uit de halve finales gingen door naar de finale. Regerend wereldkampioen was Ryan Lochte uit de Verenigde Staten.

## Podium
| Goud        | Goud | Zilver       | Zilver | Brons       | Brons |
| ----------- | ---- | ------------ | ------ | ----------- | ----- |
| Ryan Lochte | USA  | Ryosuke Irie | JPN    | Tyler Clary | USA   |

## Records
Voorafgaand aan het toernooi waren dit het wereldrecord en het kampioenschapsrecord
| Wereldrecord en Kampioenschapsrecord | Aaron Peirsol | 1.51,92 | Rome | 31 juli 2009 |

## Uitslagen

### Series
| Rang | Serie | Baan | Naam                     | Land                | Tijd    | Bijz. |
| ---- | ----- | ---- | ------------------------ | ------------------- | ------- | ----- |
| 1    | 2     | 4    | Tyler Clary              | Verenigde Staten    | 1.56,32 | Q     |
| 2    | 2     | 2    | Peter Bernek             | Hongarije           | 1.57,23 | Q     |
| 3    | 4     | 3    | Stanislav Donets         | Rusland             | 1.57,30 | Q     |
| 4    | 3     | 4    | Ryan Lochte              | Verenigde Staten    | 1.57,34 | Q     |
| 5    | 3     | 5    | Zhang Fenglin            | China               | 1.57,37 | Q     |
| 6    | 4     | 4    | Ryosuke Irie             | Japan               | 1.57,58 | Q     |
| 7    | 2     | 3    | Kazuki Watanabe          | Japan               | 1.57,62 | Q     |
| 8    | 2     | 5    | Radosław Kawęcki         | Polen               | 1.57,97 | Q     |
| 9    | 4     | 7    | Nick Driebergen          | Nederland           | 1.58,10 | Q     |
| 10   | 4     | 1    | Tobias Oriwol            | Canada              | 1.58,19 | Q     |
| 11   | 3     | 8    | Yakov-Yan Toumarkin      | Israël              | 1.58,21 | Q     |
| 12   | 3     | 2    | Sebastiano Ranfagni      | Italië              | 1.58,26 | Q     |
| 13   | 2     | 8    | Leonardo de Deus         | Brazilië            | 1.58,29 | Q     |
| 14   | 4     | 2    | Yannick Lebherz          | Duitsland           | 1.58,30 | Q     |
| 15   | 4     | 6    | Benjamin Stasiulis       | Frankrijk           | 1.58,42 | Q     |
| 16   | 1     | 5    | Omar Pinzón              | Colombia            | 1.58,48 | Q     |
| 17   | 3     | 3    | Chris Walker-Hebborn     | Verenigd Koninkrijk | 1.58,59 |       |
| 18   | 1     | 6    | Darren Murray            | Zuid-Afrika         | 1.58,73 |       |
| 19   | 2     | 7    | Matthew Hawes            | Canada              | 1.58,84 |       |
| 20   | 3     | 1    | Cheng Feiyi              | China               | 1.59,08 |       |
| 21   | 2     | 6    | Ashley Delaney           | Australië           | 2.00,15 |       |
| 22   | 1     | 3    | Mattias Carlsson         | Zweden              | 2.00,44 |       |
| 23   | 4     | 8    | Mitch Larkin             | Australië           | 2.00,52 |       |
| 24   | 3     | 6    | Gareth Kean              | Nieuw-Zeeland       | 2.00,74 |       |
| 25   | 2     | 1    | Kim Ji-heun              | Zuid-Korea          | 2.01,06 |       |
| 26   | 1     | 4    | Sebastian Stoss          | Oostenrijk          | 2.01,13 |       |
| 27   | 1     | 2    | Pedro Medel              | Cuba                | 2.02,16 |       |
| 28   | 1     | 7    | Jean-François Schneiders | Luxemburg           | 2.03,68 |       |
| 29   | 1     | 1    | Abdullah Al-Tuwaini      | Koeweit             | 2.07,63 |       |
| 30   | 1     | 8    | Awse Ma'aya              | Jordanië            | 2.12,22 |       |
| –    | 3     | 7    | Aschwin Wildeboer        | Spanje              |         | DNS   |
| –    | 4     | 5    | James Goddard            | Verenigd Koninkrijk |         | DNS   |

### Halve finales
| Rang | Naam                | Land             | Tijd    | Serie | Baan | Bijz. |
| ---- | ------------------- | ---------------- | ------- | ----- | ---- | ----- |
| 1    | Ryan Lochte         | Verenigde Staten | 1.55,65 | 1     | 5    | Q     |
| 2    | Ryosuke Irie        | Japan            | 1.55,96 | 1     | 3    | Q     |
| 3    | Tyler Clary         | Verenigde Staten | 1.56,00 | 2     | 4    | Q     |
| 4    | Zhang Fenglin       | China            | 1.56,70 | 2     | 3    | Q     |
| 5    | Radosław Kawęcki    | Polen            | 1.57,15 | 1     | 6    | Q     |
| 6    | Sebastiano Ranfagni | Italië           | 1.57,96 | 1     | 7    | Q     |
| 7    | Kazuki Watanabe     | Japan            | 1.57,97 | 2     | 6    | Q     |
| 8    | Stanislav Donets    | Rusland          | 1.58,00 | 2     | 5    | Q     |
| 9    | Nick Driebergen     | Nederland        | 1.58,08 | 2     | 2    |       |
| 10   | Peter Bernek        | Hongarije        | 1.58,14 | 1     | 4    |       |
| 11   | Benjamin Stasiulis  | Frankrijk        | 1.58,19 | 2     | 8    |       |
| 12   | Yannick Lebherz     | Duitsland        | 1.58,56 | 1     | 1    |       |
| 13   | Omar Pinzón         | Colombia         | 1.58,95 | 1     | 8    |       |
| 14   | Tobias Oriwol       | Canada           | 1.59,45 | 1     | 2    |       |
| 15   | Leonardo de Deus    | Brazilië         | 1.59,77 | 2     | 1    |       |
| 16   | Yakov-Yan Toumarkin | Israël           | 1.59,92 | 2     | 7    |       |

### Finale
| Rang   | Naam                | Land             | Tijd    | Baan | Bijz. |
| ------ | ------------------- | ---------------- | ------- | ---- | ----- |
| Goud   | Ryan Lochte         | Verenigde Staten | 1.52,96 | 4    |       |
| Zilver | Ryosuke Irie        | Japan            | 1.54,11 | 5    |       |
| Brons  | Tyler Clary         | Verenigde Staten | 1.54,69 | 3    |       |
| 4      | Zhang Fenglin       | China            | 1.56,39 | 6    |       |
| 5      | Radosław Kawęcki    | Polen            | 1.57,33 | 2    |       |
| 6      | Stanislav Donets    | Rusland          | 1.57,36 | 8    |       |
| 7      | Sebastiano Ranfagni | Italië           | 1.57,49 | 7    |       |
| 8      | Kazuki Watanabe     | Japan            | 1.57,82 | 1    |       |